# Marian Beitialarrangoitia
Marian Beitialarrangoitia Lizarralde (Legazpi, 20 de gener de 1968) és una política basca d'ideologia afí a la esquerra abertzale. Actualment és diputada per Euskal Herria Bildu en les Corts Generals i anteriorment va ser alcaldessa d'Hernani, Directora de Comunicació de la Diputació Foral de Guipúscoa i membre del Parlament Basc. Ha sigut diputat al Congrés dels Diputats a les XI i  XII Legislatures Espanyoles.

## Biografia
Marian Beitialarrangoitia és llicenciada en periodisme. La seva feina com a periodista l'ha realitzada principalment en el  mitjà radiofònic. Va treballar en l'emissora de ràdio Egin Irratia, emissora creada el 1989 que pertanyia a la mateixa empresa que el diari abertzale Egin. La seva vinculació amb Hernani data de l'època en què va començar a treballar en aquest mitjà i va decidir viure en aquesta localitat guipuscoana, on tenia la seva seu Egin. L'any 1998 tant el diari Egin com l'emissora van ser clausurades per ordre del jutge Baltasar Garzón. Aleshores la periodista va fitxar per EITB, la ràdio televisió pública basca, on va ser durant uns anys locutora del programa de ràdio matinal en l'emissora Euskadi Irratia, l'emissora generalista en llengua basca del grup. Durant el seu període a EITB va formar part del comitè d'empresa. Des que va passar a dedicar-se a la política el 2007 es troba en excedència.

### Trajectòria política
La seva entrada en la política es va produir el 2007 quan es va presentar com a candidata d'Acció Nacionalista Basca a l'ajuntament d'Hernani.
Després de la il·legalització dels partits afins a la esquerra abertzale per l'aplicació de la Llei de Partits espanyola, cap candidatura abertzale va poder concórrer a les eleccions locals d'Hernani en les eleccions municipals espanyoles de 2003. El 2007 la planxa abertzale d'ANV amb Beitialarrangoitia com a candidata va poder esquivar la il·legalització al no comptar en les seves files amb un nombre significatiu de persones que haguessin participat en candidatures abertzales anteriors, sort que no van córrer aquestes mateixes sigles en altres localitats. La candidatura d'ANV es va quedar a un regidor de la majoria absoluta a l'ajuntament recuperant per a l'esquerra abertzale un feu tradicional, després de quatre anys d'ajuntament jeltzale.
Unes declaracions de l'alcaldessa el 12 de gener de 2008 en un míting d'ANV a Pamplona li van donar rellevància en els mitjans de comunicació nacionals. En aquella ocasió va demanar un «aplaudiment» entre d'altres per a Igor Portu i Mattin Sarasola, els etarres encausats per l'Atemptat de la Terminal 4 de Barajas, que havien denunciat tortures per part de la Guàrdia Civil. Per aquest fet va ser denunciada i posteriorment condemnada al juny de 2009 a un any de presó per l'Audiència Nacional i a 7 d'inhabilitació per un delicte d'enaltiment de terrorisme. Va ser absolta de l'altre delicte que se l'imputava, insults greus a les forces i cossos de seguretat de l'Estat, per titllar als agents de la Guàrdia Civil de torturadors. La sentència va ser recorreguda i el Tribunal Suprem d'Espanya va absoldre en segona instància l'alcaldessa d'aquest delicte al març de 2010.
Després de la il·legalització d'ANV, per considerar que succeïa a candidatures il·legalitzades, va quedar dissolt el grup municipal al qual pertanyia; tanmateix, va poder exercir d'alcaldessa fins al final de la legislatura. Durant el seu mandat al capdavant de l'ajuntament d'Hernani es va implantar en la localitat un polèmic sistema de recollida selectiva de residus conegut com Porta a Porta (PaP).

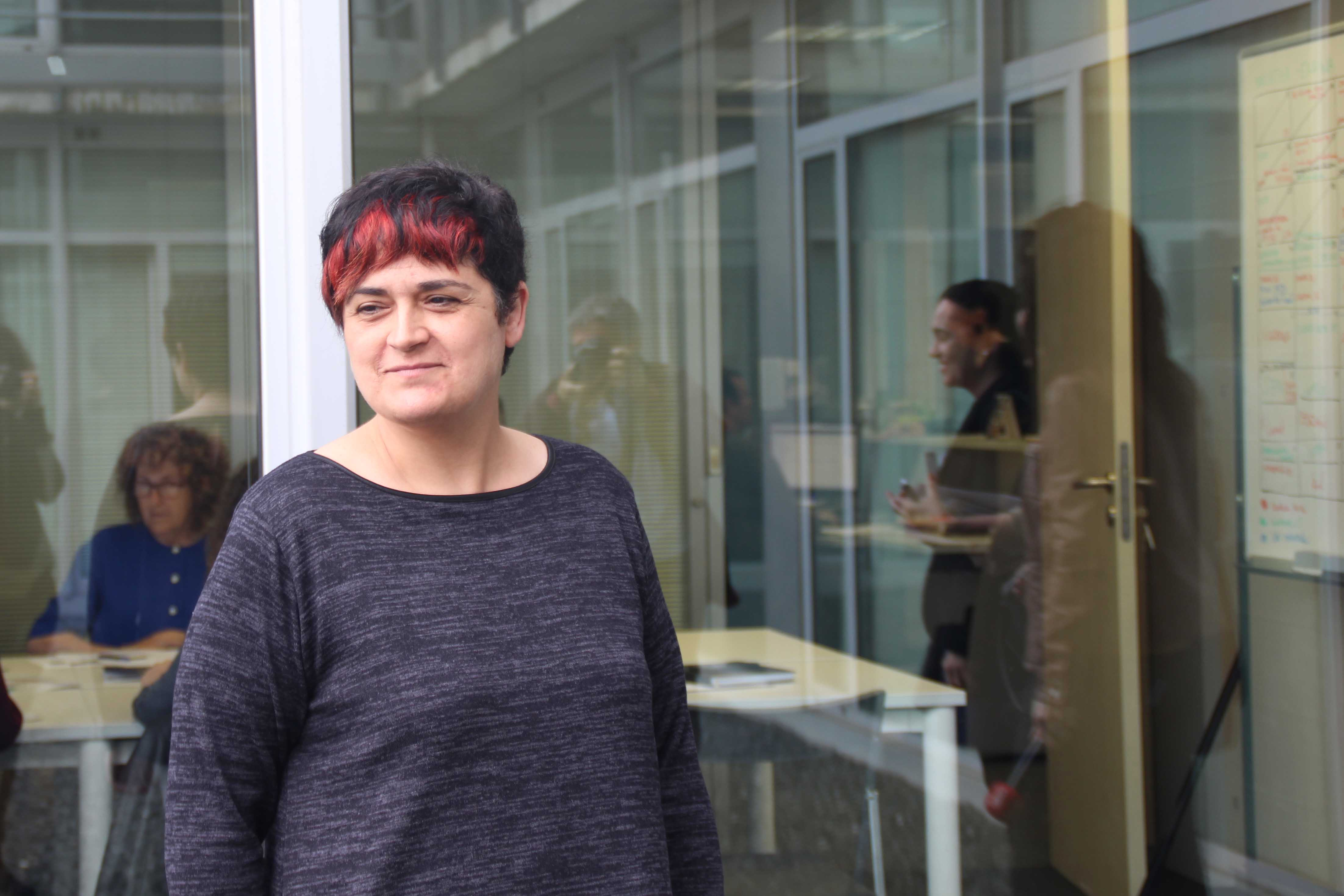
Marian Beitialarrangoitia el 2016

En les eleccions municipals i forals de 2011 no es va presentar a la reelecció. La coalició Bildu va guanyar les eleccions forals a Guipúscoa, obtenint el govern de la Diputació Foral de Guipúscoa. El nou executiu liderat per Martín Garitano Larrrañaga el va nomenar Directora de Comunicació de la institució.
Posteriorment va ser membre del Parlament Basc, ja que va ocupar el tercer lloc de la candidatura Euskal Herria Bildu per a les eleccions al Parlament Basc de 2012, per la circumscripció de Guipúscoa, resultant escollida per al càrrec. Va renunciar al mateix en ésser escollida diputada en les Eleccions generals espanyoles de 2015 i 2016 respectivament per a les XI i  XII Legislatures Espanyoles.